# 부데소니드
부데소니드(budesonide)는 풀미코트(Pulmicort) 등 다양한 상품명으로 판매되는 당질 코르티코이드 약제이다. 흡입제, 분무제, 알약, 비강 스프레이, 좌약 등 다양한 제형이 존재한다. 흡입제는 천식과 만성 폐쇄성 폐질환(COPD)의 장기간 관리에 이용한다. 비강 스프레이 제제는 알레르기성 비염과 비용종(코폴립) 치료에 쓰인다. 변형방출 알약이나 캡슐, 혹은 좌약 등은 크론병, 궤양성 대장염, 현미경적 대장염 같은 염증성 장 질환에 사용 가능하다.
흡입제의 흔한 부작용에는 호흡기 감염, 기침, 두통이 있다. 알약의 흔한 부작용은 피로감, 구토, 관절통이다. 심각한 부작용은 감염 위험 증가, 골강도 감소, 백내장 등이 있다. 알약 제형을 장기간 사용할 시 부신기능부전에 빠질 수 있다. 이 때문에 알약을 장기간 사용하다가 갑자기 사용 중단할 시 위험할 여지가 있다. 흡입제는 임신 중 사용해도 안전하다고 여겨진다. 부데소니드의 주된 약리학적 활성은 당질 코르티코이드 작용이다.
부데소니드는 1973년 최초로 특허가 출원되었다. 천식 치료약으로 상업적 사용이 시작된 것은 1981년이다. WHO 필수 의약품 목록에 등재되어 있다. 일부 제형은 복제약으로도 이용 가능한 상태이다. 2021년 한 해 기준으로, 미국에서 200만 건 넘게 처방되면서 전체 약제 중 처방 횟수로 185등에 올랐다.

## 의학적 사용
부데소니드는 천식의 유지 관리 및 예방적 치료를 위해 정량흡입기나 분무기로 투여한다. 특히 경구 코르티코스테로이드 치료가 필요하지만, 흡입제로 전신 투여 용량을 줄여 이득을 볼 수 있는 환자에게 유용하다.

### 염증성 장 질환
지연방출 부데소니드 제형은 돌창자 또는 오름잘록창자를 침범한 경도에서 중등도의 활성 크론병 환자에게 유용하다. 코크란 리뷰에서는 최대 3개월간 유지 치료 시 크론병 관해에 유용하다는 근거를 발견했다.
또한 활성 궤양성 대장염 환자의 관해 유도에 보조 약제로 사용 가능하다.
현미경적 대장염에 대한 효과가 매우 뛰어나 관해 유도 및 유지 약제로 권고된다. 이는 림프구성 대장염과 교원성 대장염 두 형태 모두에 해당한다.

### 알레르기성 비염
비강 스프레이 제형은 알레르기성 비염 치료제로 쓰인다.

### 호산구성 식도염
국소 부데노시드 투여는 호산구성 식도염에 상당한 치료 효과를 보인다. 호산구성 식도염 치료용으로는 구강 내에서 분해 및 확산되는 알약 제형이 쓰이며, 상품명은 조베자(Jorveza)이다.

### IgA 신증
부데소니드는 원발성 IgA 신증(버거병)이 있고 질병의 빠른 진행 위험이 있는 성인 환자의 단백뇨 감소 목적으로 사용된다. 해당 목적의 제형은 미국에선 타르페요(Tarpeyo), 유럽에서는 킨페이고(Kinpeygo)라는 상품명으로 판매되고 있다.